# Fals vampir australià
El fals vampir australià (Macroderma gigas) és una espècie de rat penat de la família dels megadermàtids. Viu de forma endèmica a Austràlia. El seu hàbitat natural són zones de selva tropical i es troba principalment a la zona àrida prop d'afloraments rocosos i els dormidors en coves, mines i esquerdes rocoses. L'espècie passa per la sabana tropical, amb boscos de sabana i en els manglars. Una amenaça significativa per a la supervivència d'aquesta espècie és la pertorbació humana de les coves, però el principal problema de l'espècie són les pedreres i la posada de nou en funcionament de les zones mineres antigues.